# Central Park West
Central Park West – amerykańska opera mydlana nadawana na antenie telewizji CBS od września 1995 do czerwca 1996. Serial stworzył Darren Star, który wcześniej pracował przy takich serialach, jak Melrose Place i Beverly Hills, 90210.

## Obsada

### W rolach głównych
w kolejności napisów początkowych

#### 1. sezon (1995)
- Mädchen Amick – (Carrie Fairchild)
- John Barrowman – (Peter Fairchild)
- Melissa Errico – (Alex Bartoli)
- Lauren Hutton – (Linda Fairchild)
- Justin Lazard – (Gil Chase)
- Michael Michele – (Nikki Sheridan)
- Kylie Travis – (Rachel Dennis)
- Tom Verica – (Mark Merrill)
- Mariel Hemingway – (Stephanie Wells Merrill)

#### 2. sezon (1996)
- Mädchen Amick – (Carrie Fairchild)
- John Barrowman – (Peter Fairchild)
- Noelle Beck – (Jordan Tate)
- Melissa Errico – (Alex Fairchild)
- Lauren Hutton – (Linda Fairchild Brock)
- Justin Lazard – (Gil Chase)
- Michael Michele – (Nikki Sheridan)
- Kylie Travis – (Rachel Dennis)
- Tom Verica – (Mark Merrill)
- Raquel Welch – (Diane Brock Rush)
- Gerald McRaney – (Adam Brock)

### W pozostałych rolach
- Ron Leibman – (Allen Rush)
- Amanda Peet – (Robyn Gaynor)
- Michael Reilly Burke – (Tyler Brock)
- Kim Raver – (Deanne Landers)

## Fabuła
Akcja została osadzona na Manhattanie w Nowym Jorku i koncentruje się wokół pracowników redakcji gazety „Communique”. W pierwszym odcinku gazetę kupuje Adam Brock, który na stanowisku redaktora naczelnego stawia młodą i dynamiczną dziennikarkę Stephanie Wells. Mąż Stephanie romansuje z Carrie Fairchild - redaktorką rubryki towarzyskiej. Nie jest on jednak wystarczająco ostrożny i Stephanie o wszystkim się dowiaduje, co skutkuje poważnym załamaniem nerwowym. Tymczasem brat Carrie - Peter Fairchild oświadcza się swojej koleżance Alex. Oboje biorą ślub i zaczynają starania o własne dziecko...

## Odcinki
| Seria | Seria | Liczba odcinków | Czas emisji                        |
| ----- | ----- | --------------- | ---------------------------------- |
|       | 1     | 13              | 13 września 1995 − 20 grudnia 1995 |
|       | 2     | 8               | 5 czerwca 1996 − 28 czerwca 1996   |

### Seria 1.
| 1 | Stephanie and the Wolves      | 13 września 1995     |
| Stephanie Merrill zostaje nową redaktor naczelną gazety „Communique”. Tymczasem jedna z jej podwładnych - dziennikarka Carrie Fairchild nawiązuje romans z jej mężem. |                               |                      |
| 2 | Chess Moves                   | 20 września 1995     |
| brak |                               |                      |
| 3 | The Best, False Friend        | 27 września 1995     |
| brak |                               |                      |
| 4 | Days of Thunder               | 8 października 1995  |
| Carrie organizuje czytanie sztuki Marka w teatrze Hamptons. Stephanie wykrywa poważne nieścisłości w danych o kolportażu „Communique” i powiadamia o tym Allena Rusha, który zbywa ją obcesowo. Informacja trafia do brukowca „Globe” za sprawą Rachel, która marzy o zajęciu pozycji Stephanie. Peter i Alex puszczają w niepamięć wzajemne urazy, lecz między nich wkracza Rachel, zdecydowana zdobyć serce Petera. |                               |                      |
| 5 | Intrigues                     | 11 października 1995 |
| brak |                               |                      |
| 6 | Lunar Eclipse                 | 18 października 1995 |
| brak |                               |                      |
| 7 | When I Deceive You            | 1 listopada 1995     |
| brak |                               |                      |
| 8 | With the Weapons of a Mrs.    | 8 listopada 1995     |
| Konflikt wokół sztuki Marka powoduje wyłom w małżeństwie ze Stephanie. Mark nie potrafi wycofać się z romansu z Carrie, która coraz bardziej go osacza. Tymczasem Carrie zostaje oczyszczona z zarzutu ujawniania tajemnic redakcyjnych i ponownie przyjęta do pracy, na wyższym stanowisku. |                               |                      |
| 9 | The History of Gil and Rachel | 15 listopada 1995    |
| brak |                               |                      |
| 10 | Allen Strikes Back            | 29 listopada 1995    |
| Rachel zostaje wyrzucona z hotelu za niepłacenie rachunków i wprowadza się do Gila. Następnie namawia Stephanie do umieszczenia artykułu Marka w najbliższym numerze „Communique”, po czym oskarża ją o przed Allenem o nepotyzm. Mark, zajęty romansem z Carrie, zaniedbuje pracę nad artykułem, co kończy się odrzuceniem go przez Stephanie i konfliktem między małżonkami.                                        |                               |                      |
| 11 | Behind Your Back              | 6 grudnia 1995       |
| Allen informuje Alex, że jest właścicielem leżącej nieopodal Manhattanu wyspy Royal, gdzie zamierza założyć kasyno. Alex zgadza się napisać o tym artykuł. Peter poznaje studentkę prawa, Robyn, która zarabia na życie tańcząc w ekskluzywnym seks-klubie. Zakochany, stara się sprowadzić na właściwą drogę. |                               |                      |
| 12 | Showgirls                     | 13 grudnia 1995      |
| brak |                               |                      |
| 13 | She Danced Only One Summer    | 20 grudnia 1995      |
| brak |                               |                      |

### Seria 2.
| 1 | Hour of the Devil              | 5 czerwca 1996  |
| Linda zgadza się sprzedać swoje akcje Brockowi, który grozi przejęciem Rush Media. W ramach „odstępnego” Allen oddaje mu „Communique”. Brock mianuje Rachel redaktor naczelną i obniża pensję Carrie do normalnej wysokości. Carrie zawiera z Allenem pakt przeciwko Brockowi, który zaczyna adorować Lindę. Tymczasem doktor West przeprowadza zabieg sztucznego zapłodnienia Alex.                             |                                |                 |
| 2 | Guess Who's Come to Annoy You? | 7 czerwca 1996  |
| Linda spotyka się z Brockiem nie wiedząc, że śledzi ich wynajęty przez Allena prywatny detektyw. Wkrótce Allen pokazuje jej zdjęcie, na którym ona i Adam całują się. Linda porzuca Allena i przenosi się do córki. Tymczasem Gabriel wyznaje Nikki prawdę o sobie. Grozi Allenowi ujawnieniem taśmy z nagraniem rozmowy, w której domaga się on zamordowania Nikki.                                             |                                |                 |
| 3 | Public Execution               | 12 czerwca 1996 |
| Alex wprowadza się do mieszkania Petera, który nie przestaje się spotykać z Robyn. Przyłapawszy kochanków in flagranti, Alex symuluje poronienie w wyniku szoku. Allen pokazuje Diane zdjęcia Adama z Lindą. Powodowana zazdrością Diane postanawia pozostać w Nowym Jorku. Rzuca wyzwanie Lindzie, która wciąż romansuje z Brockiem.                                                                            |                                |                 |
| 4 | End of a Marriage              | 14 czerwca 1996 |
| Adam przenosi siedzibę swojej spółki z Nowego Orleanu do Nowego Jorku i mianuje Gila swoją prawą ręką. Mark, rozstawszy się ze Stephanie, powraca do Nowego Jorku i zaczyna pisać powieść osnutą na kanwie doświadczeń z Carrie. Oświadcza, że fabuła pisanej przez niego książki jest w rzeczywistości planem zemsty na niej.                                                                                   |                                |                 |
| 5 | Out on Bail                    | 19 czerwca 1996 |
| Peter zostaje oskarżony o zamordowanie żony. Linda nie mogąc zebrać 2 milionów dolarów na kaucję za syna, prosi o pomoc Allena. Ten żąda w zamian spędzenia z nią nocy. Wówczas interweniuje Brock i wpłaca wymaganą sumę pieniędzy. Peter wyznaje Lindzie prawdziwe okoliczności śmierci Alex. Allen w tajemnicy przed Lindą nakłania Petera do ucieczki do Ameryki Południowej.                                |                                |                 |
| 6 | Everything Has Its Price       | 21 czerwca 1996 |
| Carrie, nie mogąc przekonać policji o planowanym przez Marka morderstwie, załatwia sądowy nakaz wstrzymania publikacji jego powieści. W coraz większym stopniu sprawia wrażenie osoby zniezrównoważonej psychicznie. Diane, grożąc Tylerowi wydziedziczeniem, nakazuje mu pojednać się z ojcem. Tyler okazuje skruchę wobec Brocka, który przyjmuje go do pracy na najniższym stanowisku.                        |                                |                 |
| 7 | Mermaids Strike Better         | 26 czerwca 1996 |
| Mark i Jordan, których łączy coraz silniejsze uczucie, postanawiają zamieszkać razem. Carrie rzuca się na Marka i trafia do szpitala psychiatrycznego, gdzie w dalszym ciągu jest prześladowana przez byłego kochanka. Allen przedstawia ofertę zakupu Star Works, którego zarząd ogłasza przetarg na kupno akcji ich spółki.                                                                                    |                                |                 |
| 8 | You Belong to Me!              | 28 czerwca 1996 |
| Życie Carrie komplikuje się coraz bardziej. Po ataku na Marka przechodzi poważne załamanie nerwowe. Za sprawą knowań Tylera, Brock wyrzuca z pracy Gila. Carrie wyjeżdża na wieś ale Mark podąża za nią. Wywiązuje się szamotanina, podczas której mężczyzna zostaje zastrzelony. Allen przegrywa ważną rozprawę w sądzie. Diane próbuje go pocieszyć. W czasie miłosnego uniesienia Rush umiera na zawał serca. |                                |                 |